# Нойлайнинген
Нойлайнинген (нем. Neuleiningen) — община в Германии, в земле Рейнланд-Пфальц. 
Входит в состав района Бад-Дюркхайм. Подчиняется управлению Грюнштадт-Ланд.  Население составляет 834 человека (на 31 декабря 2010 года). Занимает площадь 9,07 км².

## Фотографии

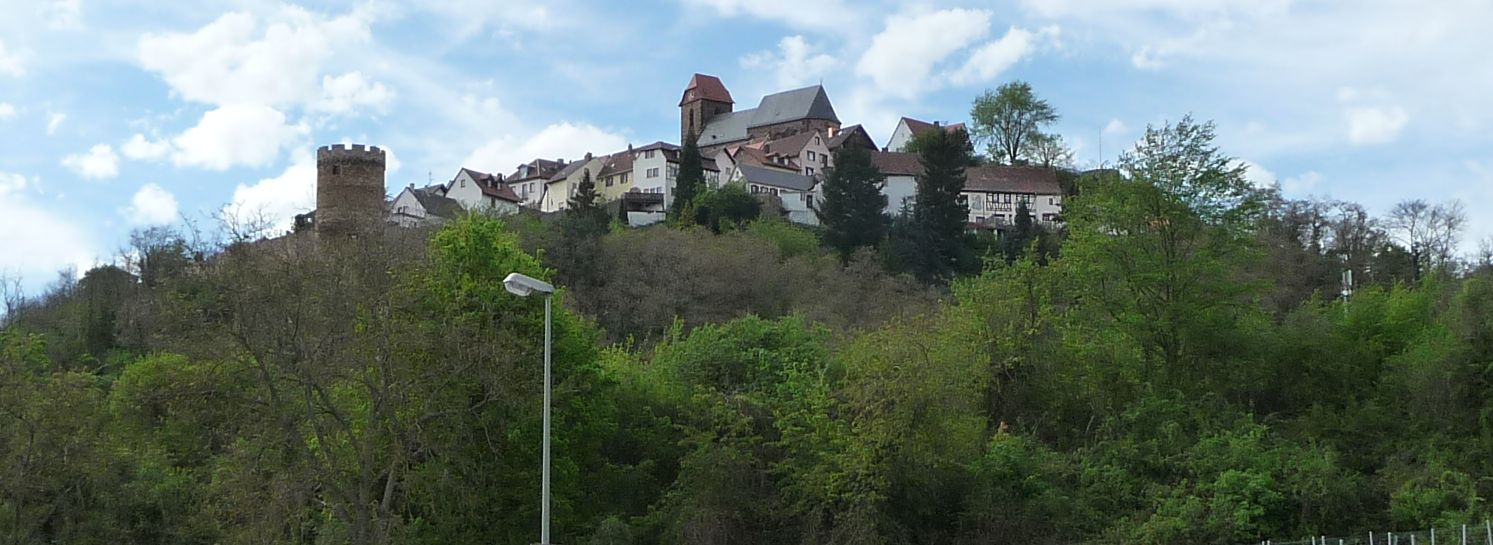
Нойлайнинген на горе, вид с Востока.
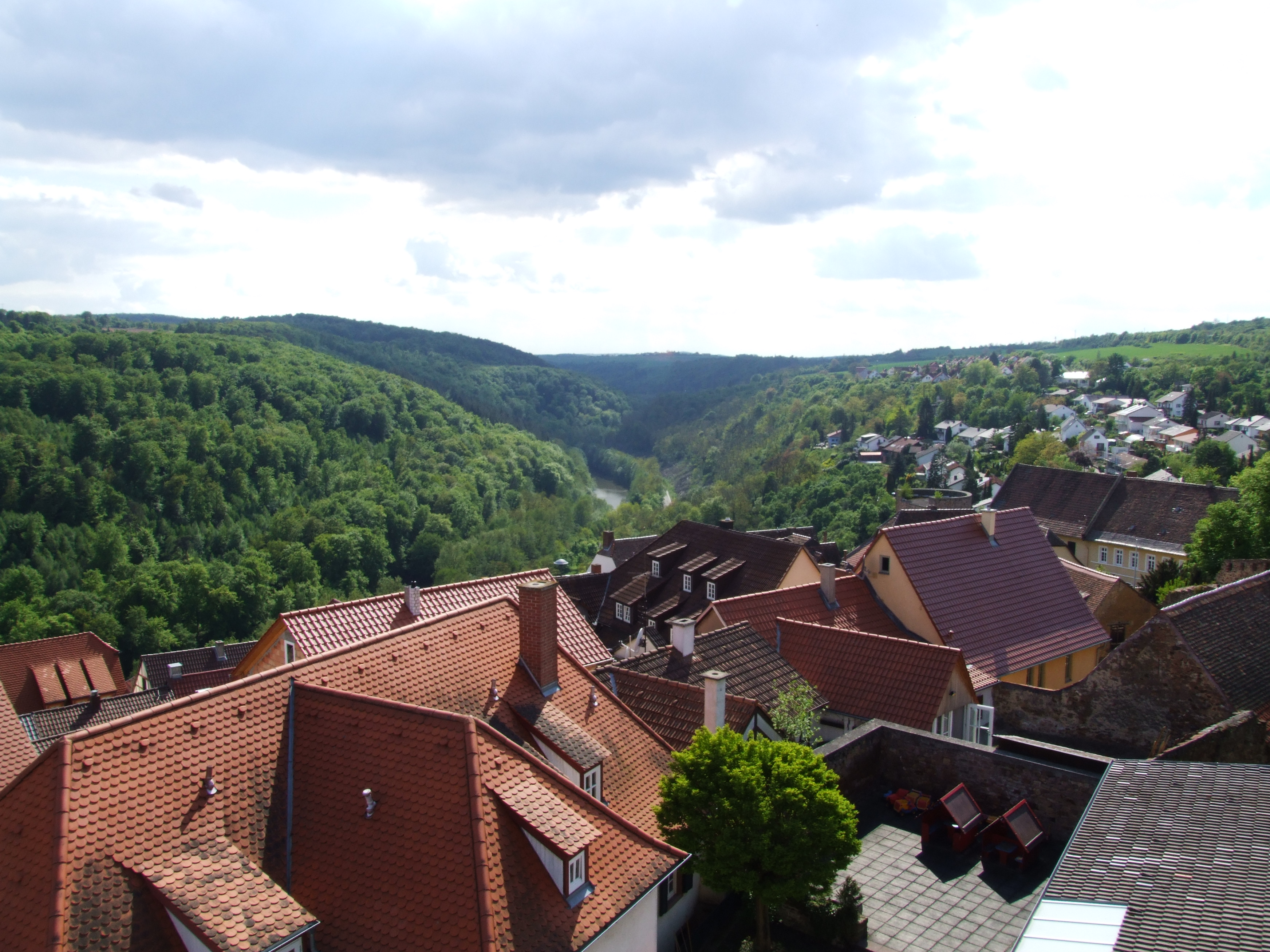
Вид из замка на запад через Нойлайнинген.
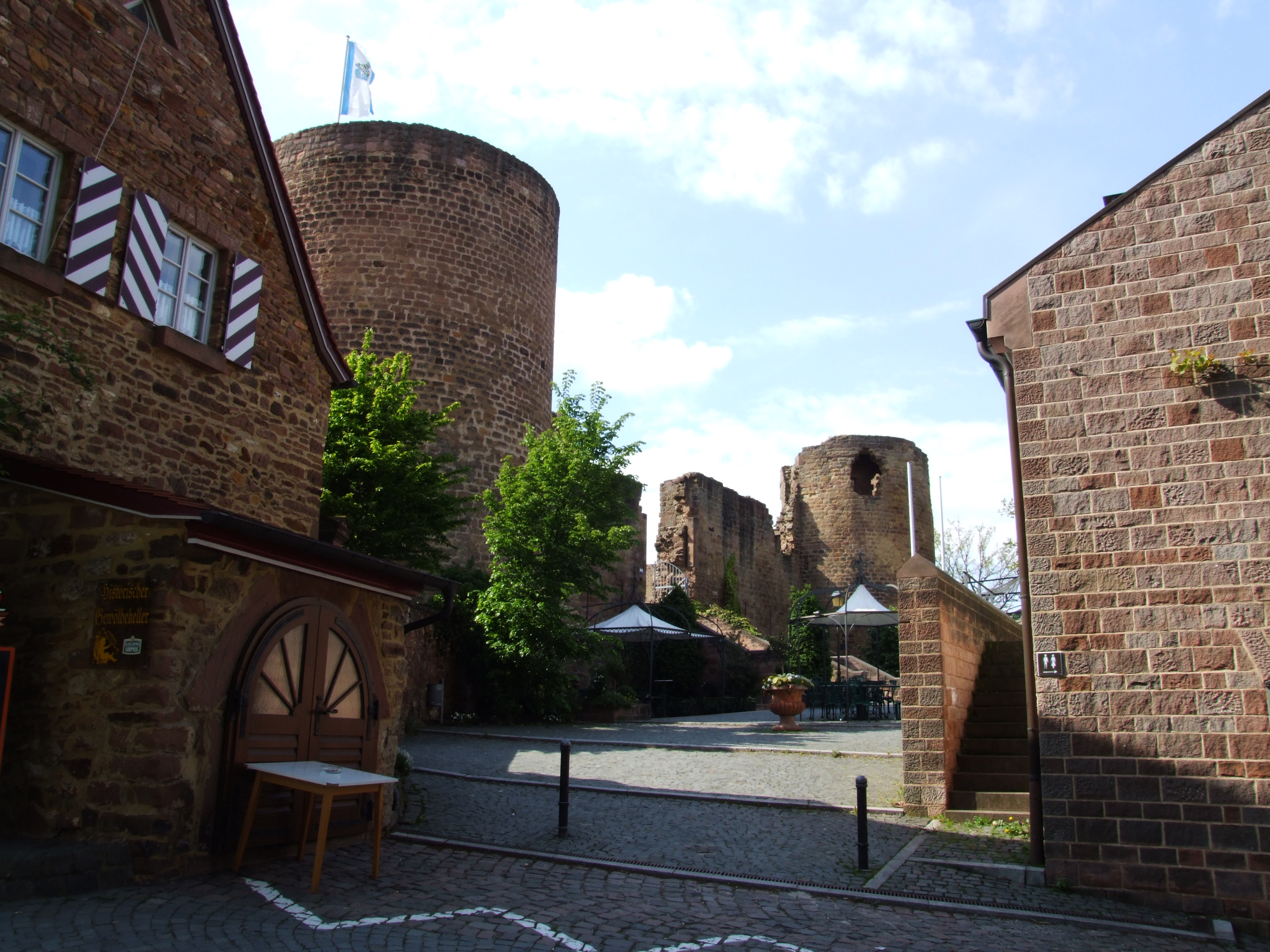
Замок Нойлайнинген, восточные двор.
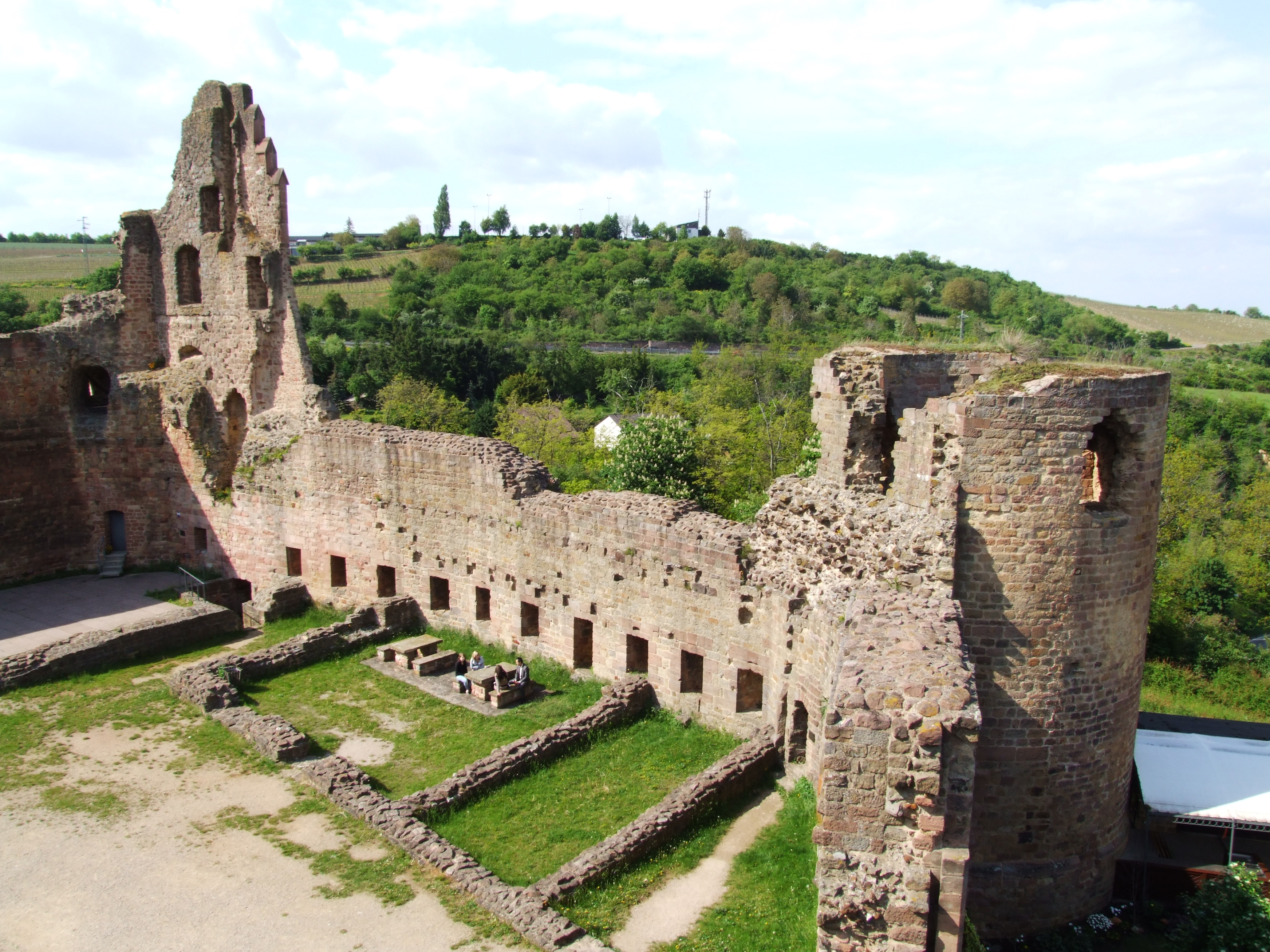
Замок Нойлайнинген, северная сторона.
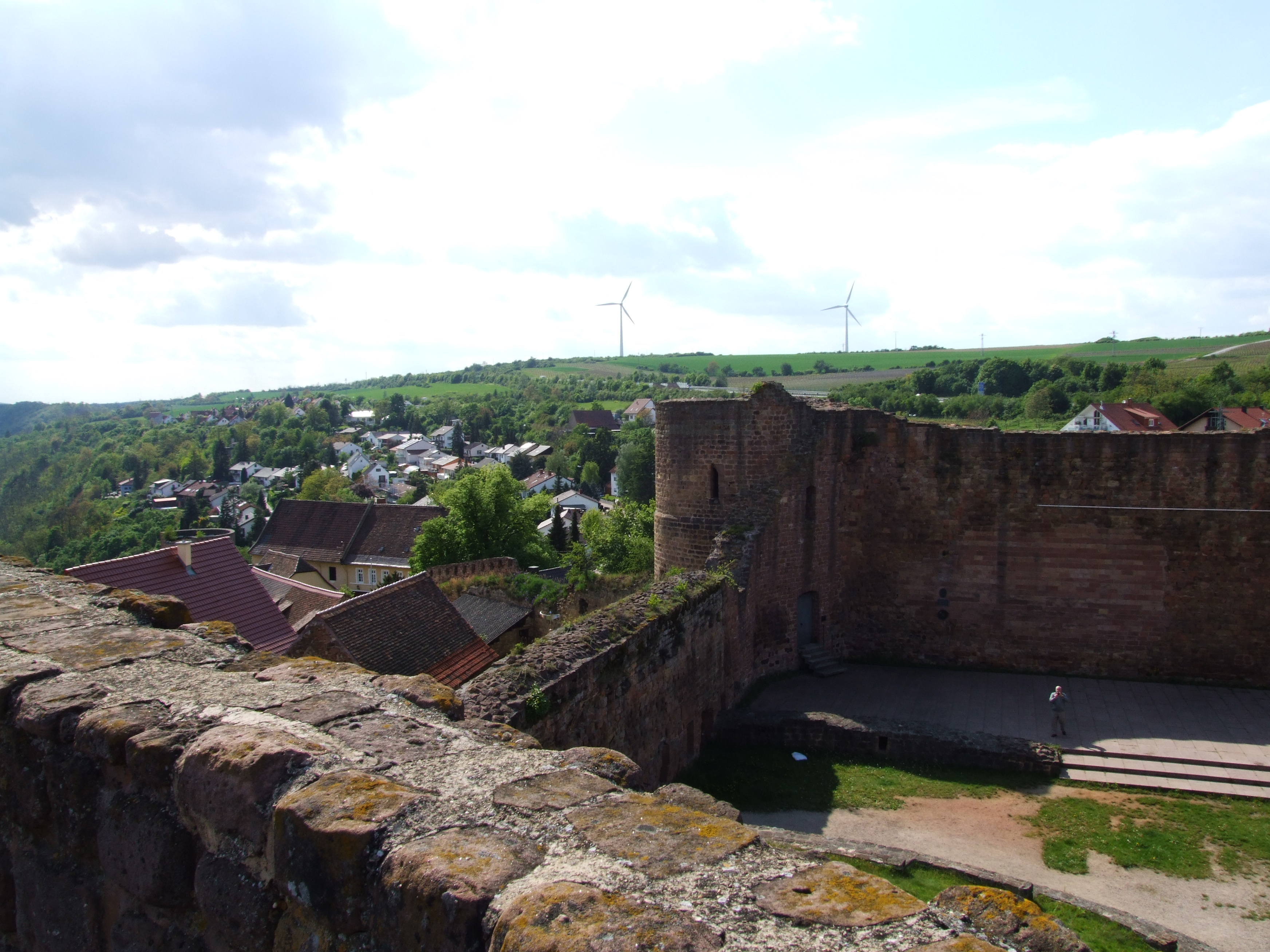
Замок Нойлайнинген, вид на юг.
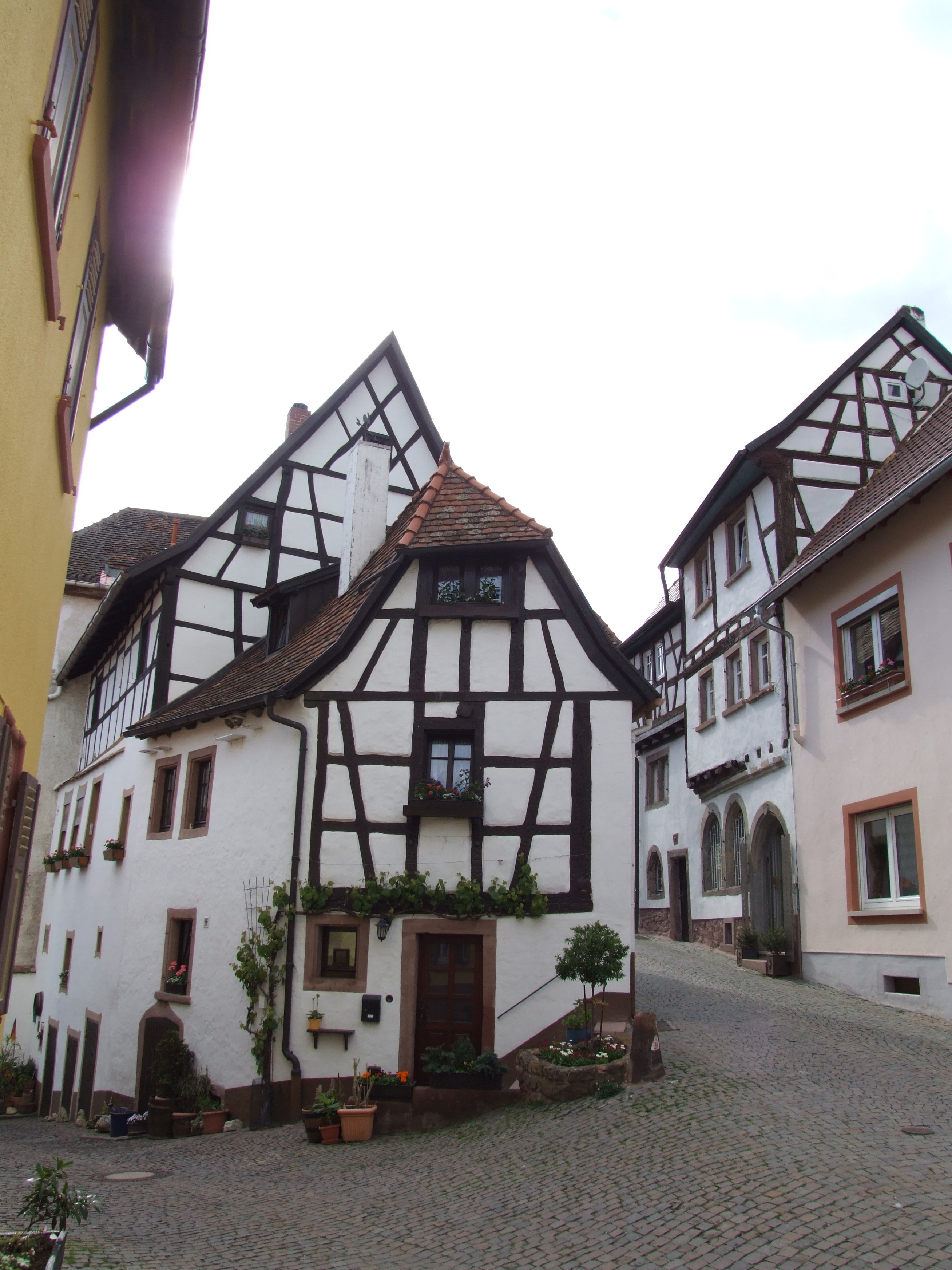
Фахверковые дома в Нойлайнинген.
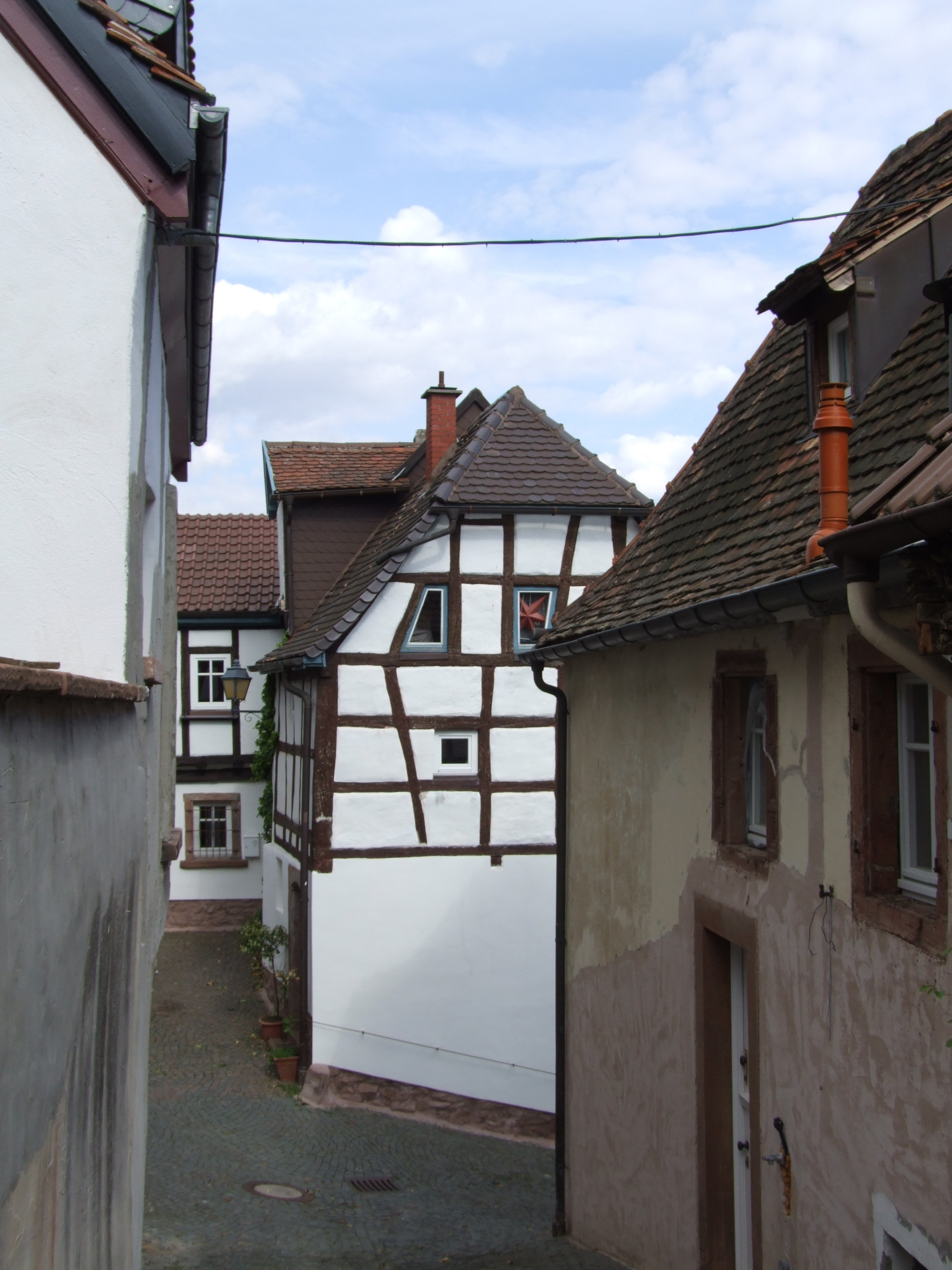
Старый дом в Нойлайнинген.
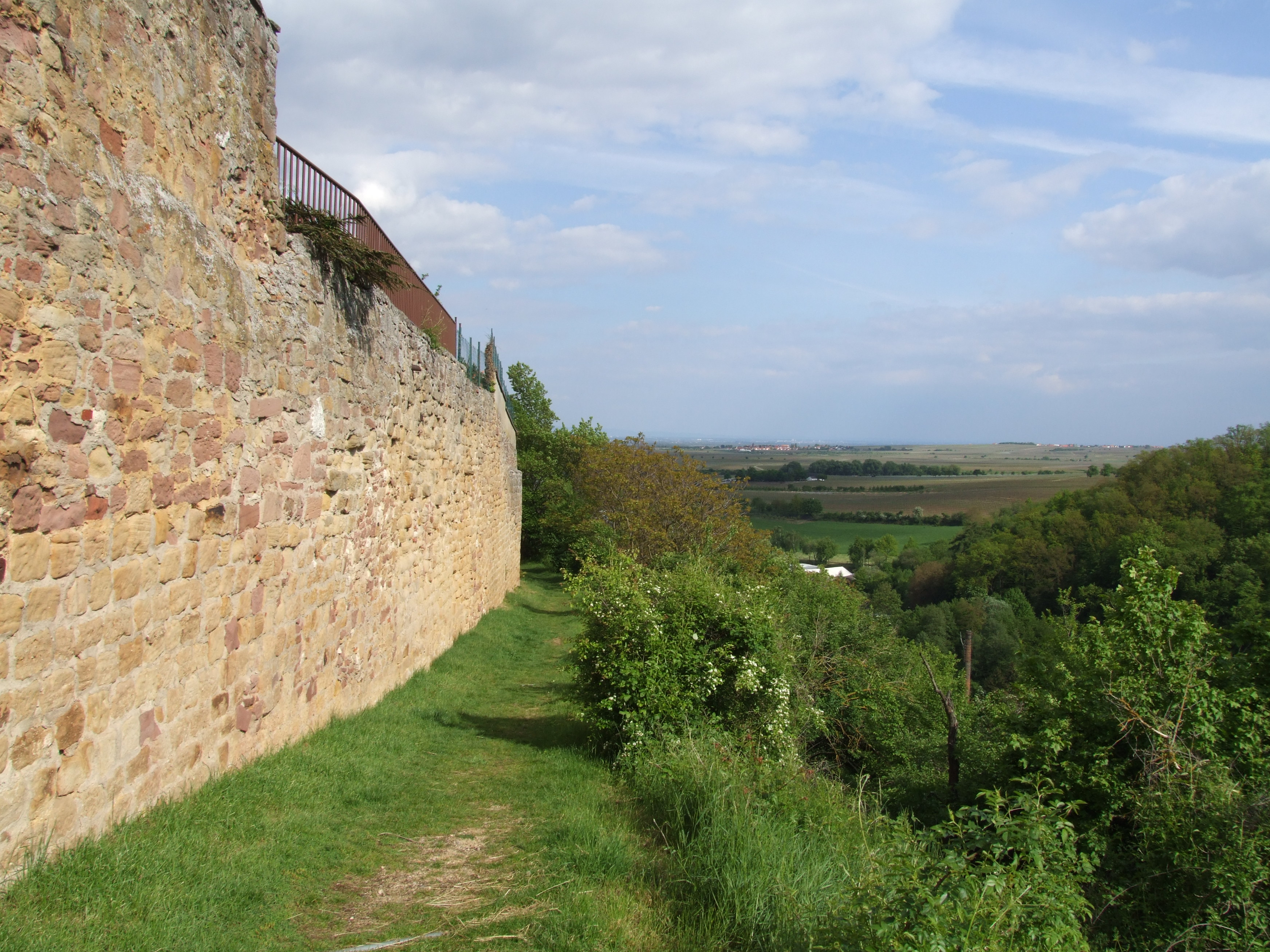
Стены Нойлайнингена, южная сторона, вид с восточной стене идти к долине Рейна.
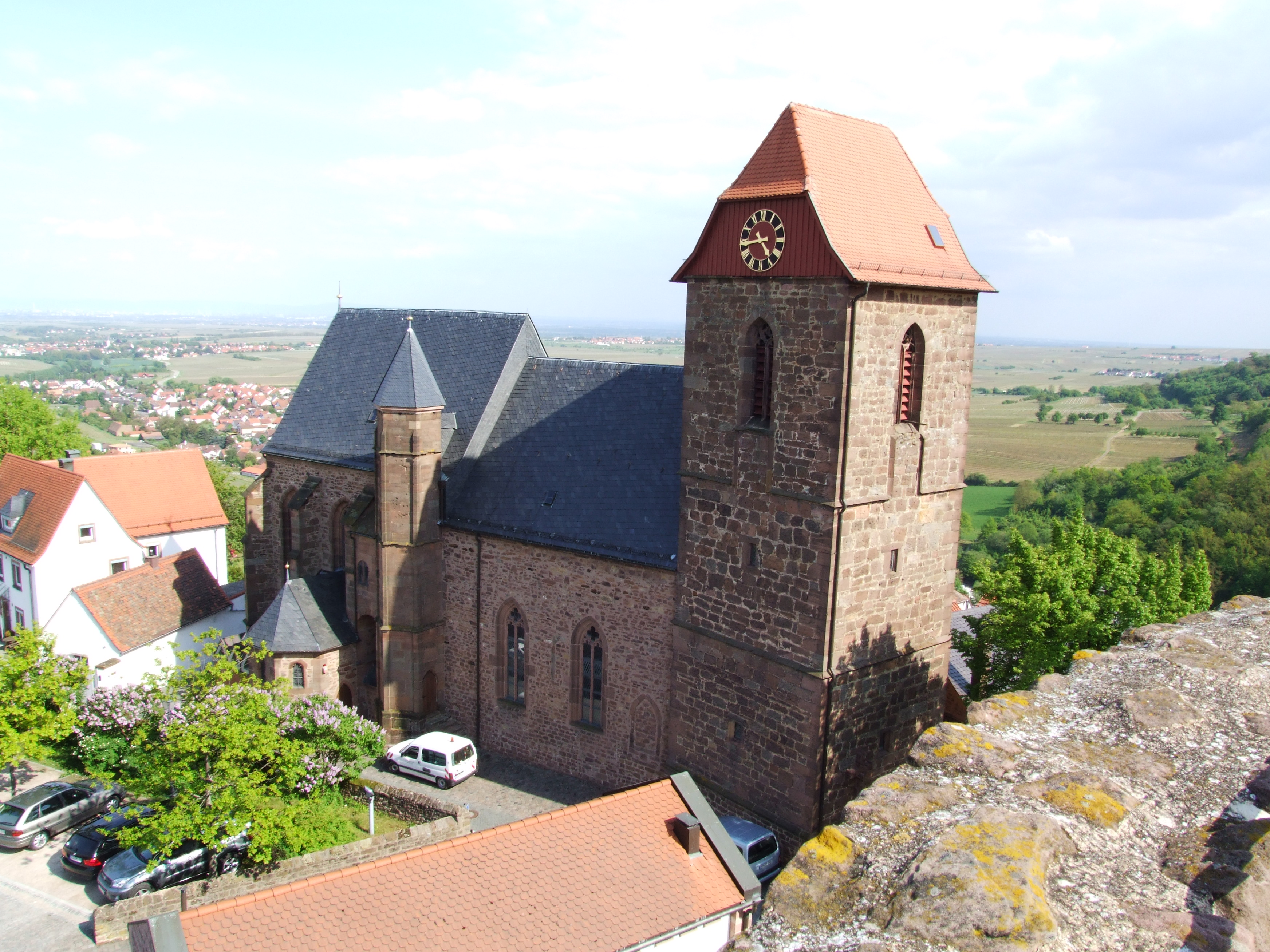
Приходская церковь Святого Николая, Нойлайнинген, сфотографирована от замка.
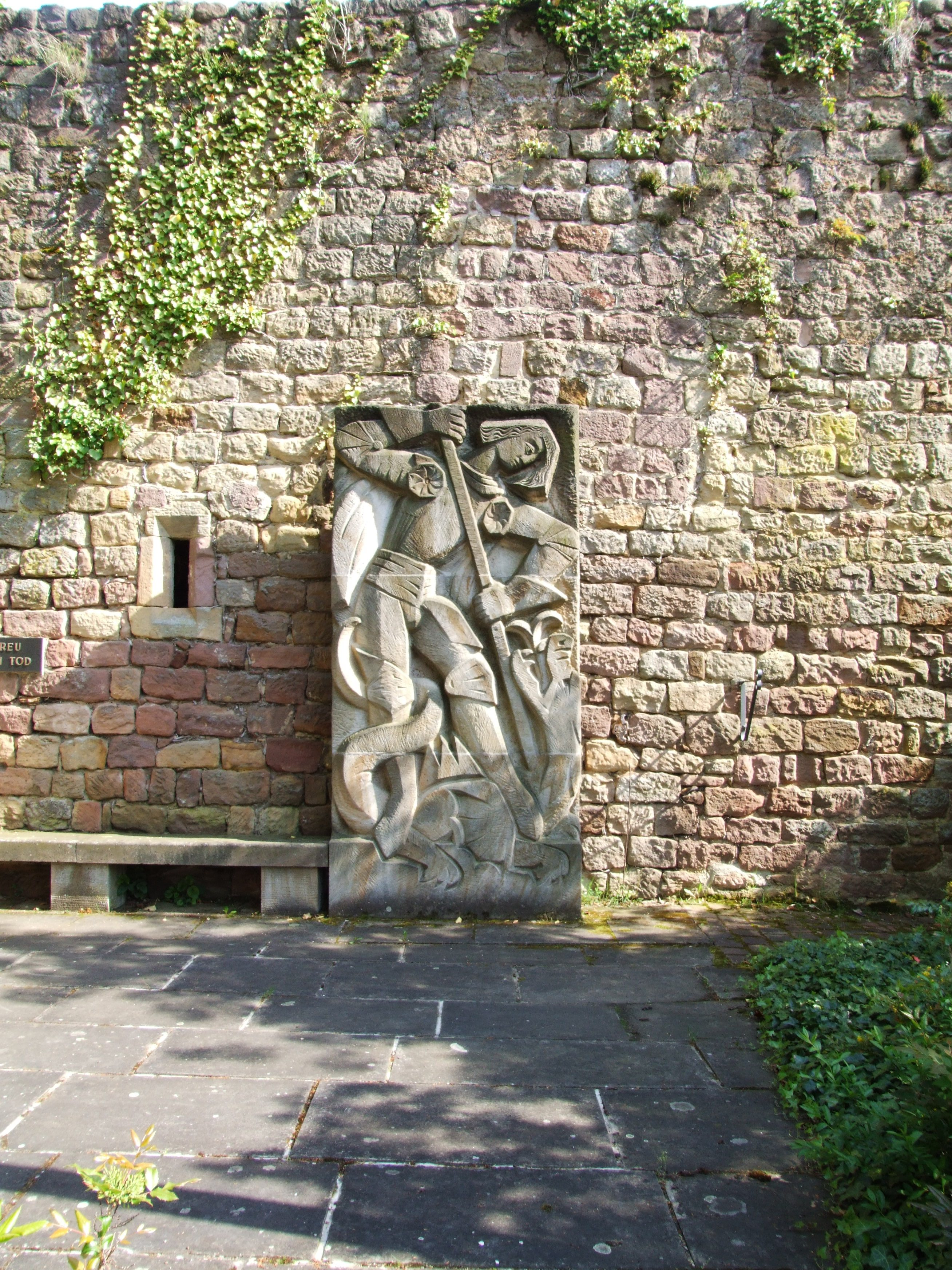
Святой Георгий и дракон, рельеф в Нойлайнингене.
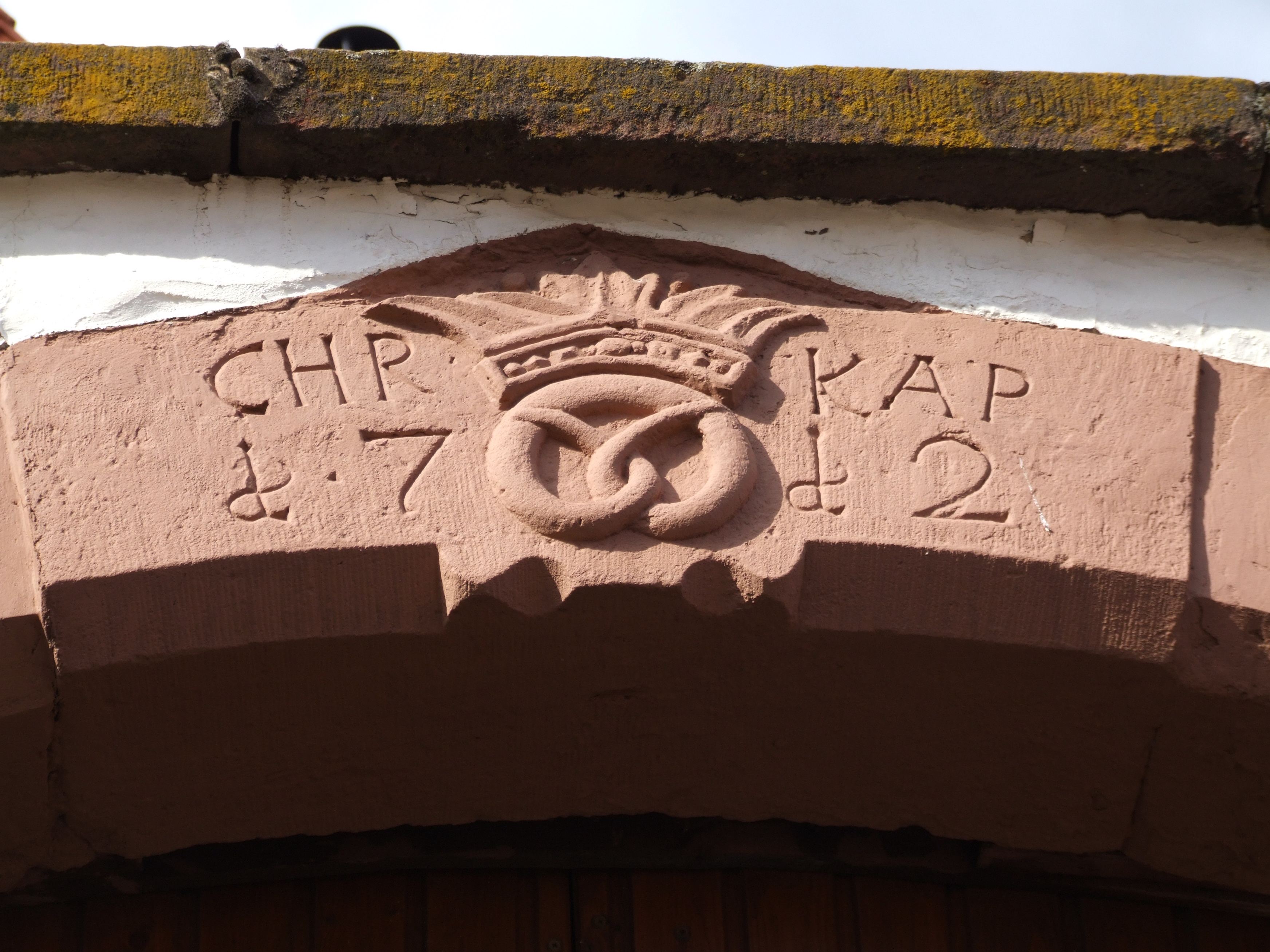
Крендель на своде арки в Нойлайнингене.
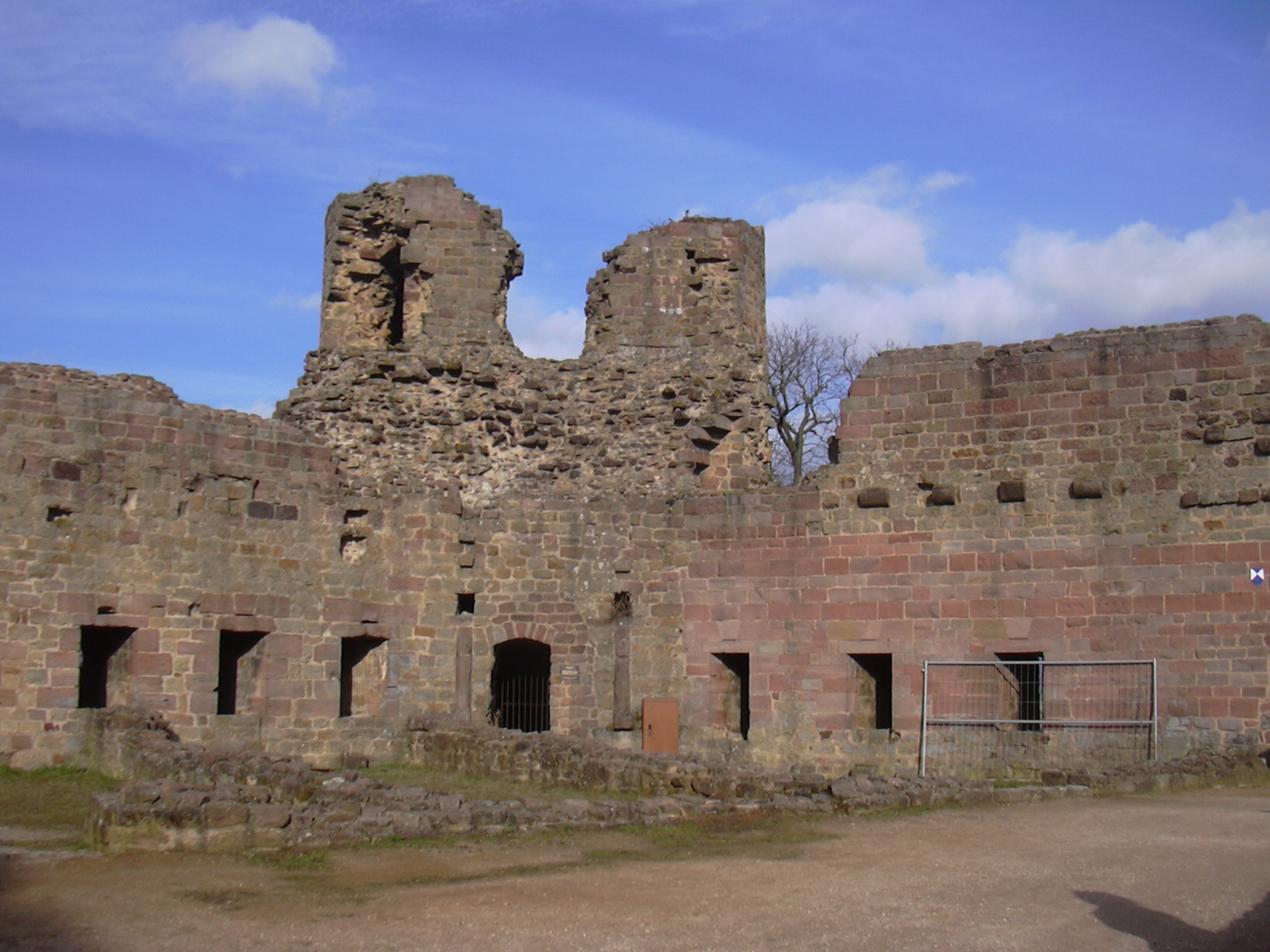
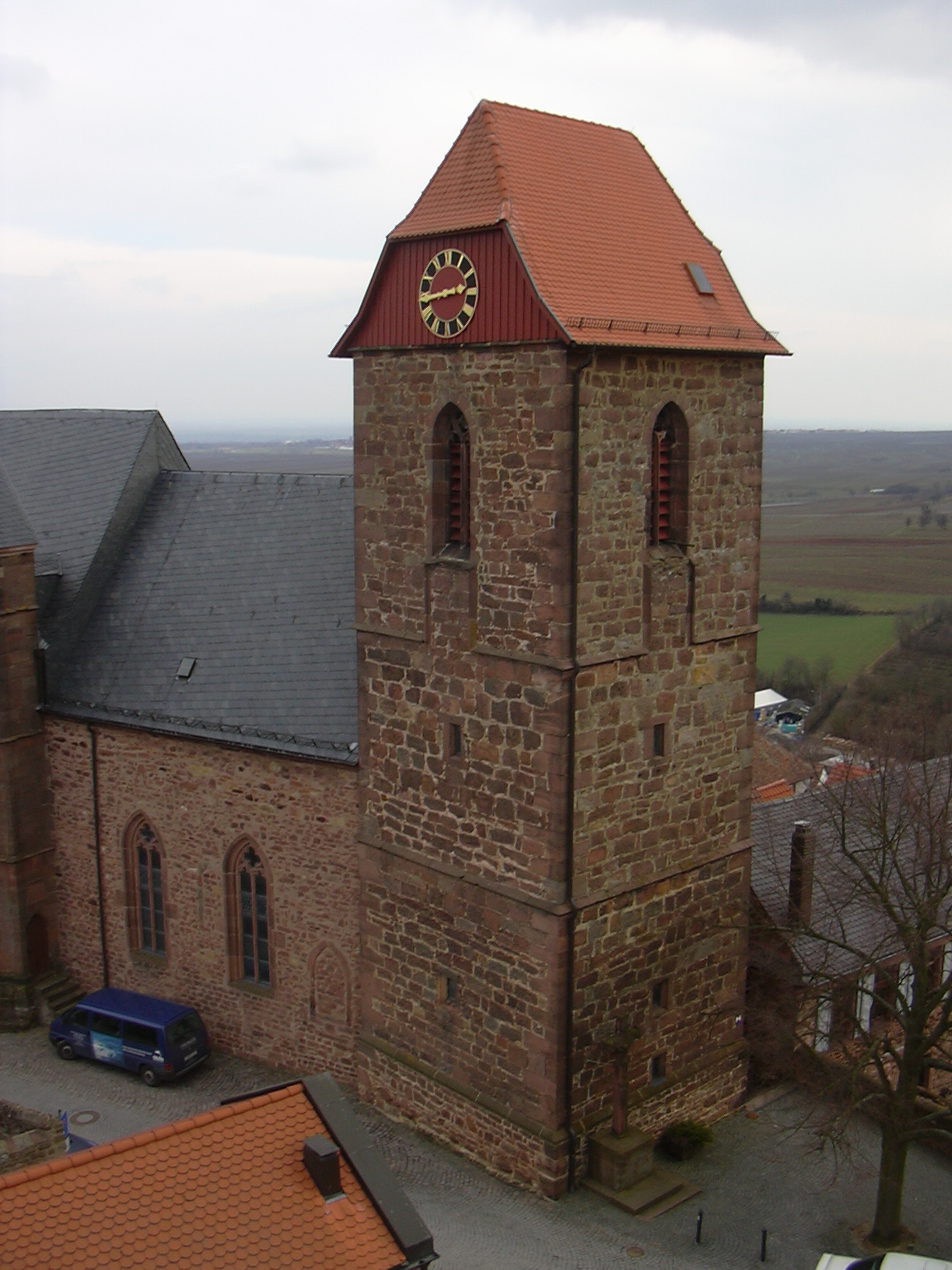
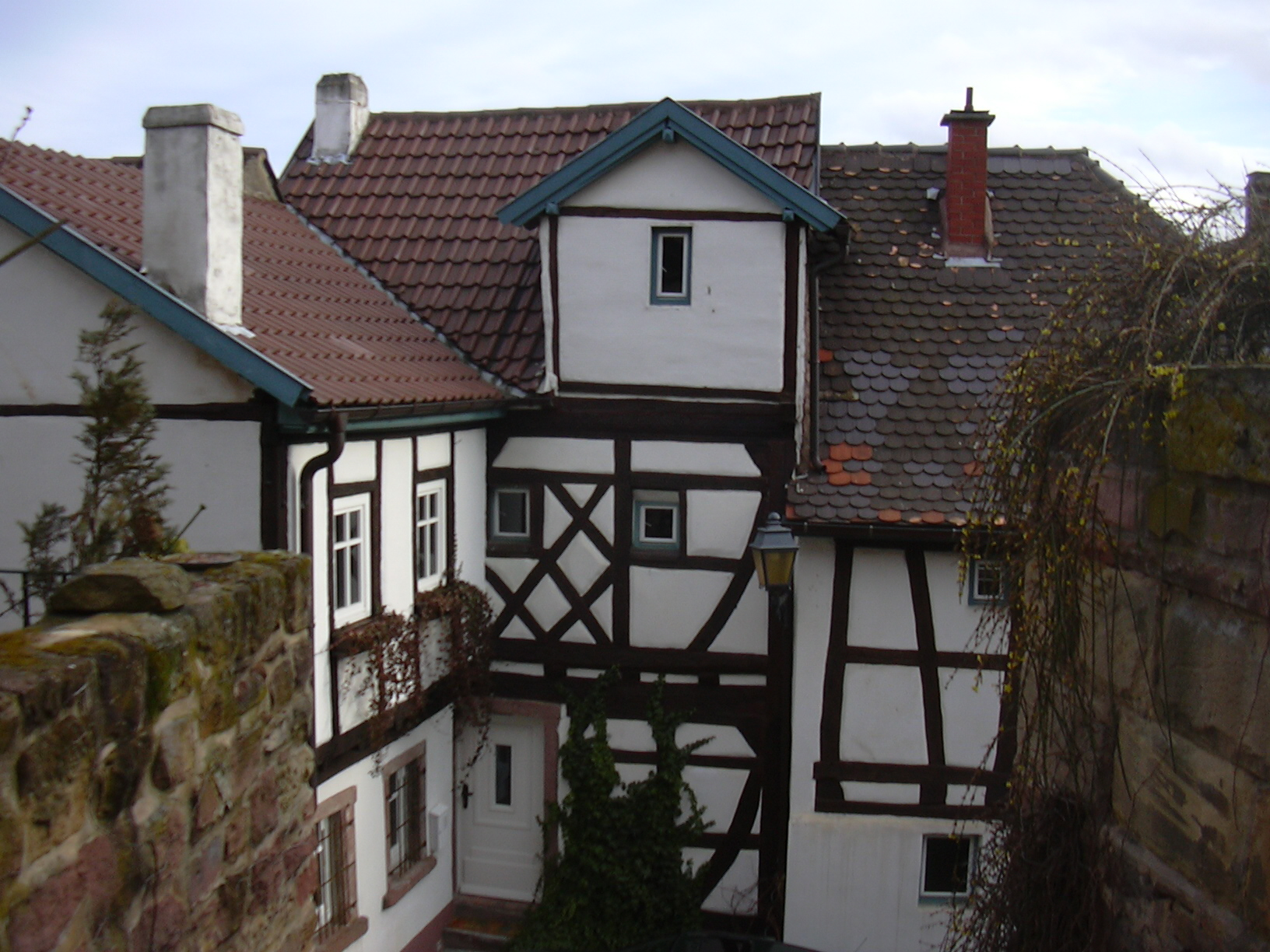